# Élections législatives de 1968 dans le Jura
Les élections législatives françaises de 1968 se déroulent les 23 et 30 juin 1968. Dans le département du Jura, deux députés sont à élire dans le cadre de deux circonscriptions.

## Élus
| Circonscription | Député sortant  | Parti | Parti | Député élu ou réélu | Parti | Parti |
| --------------- | --------------- | ----- | ----- | ------------------- | ----- | ----- |
| 1re             | René Feït       |       | RI    | René Feït           |       | RI    |
| 2e              | Jacques Duhamel |       | CD    | Jacques Duhamel     |       | CD    |

## Résultats

### Résultats à l'échelle du département
| Parti          | Parti                                           | Premier tour | Premier tour | Second tour | Second tour | Sièges |
| Parti          | Parti                                           | Voix         | %            | Voix        | %           | Sièges |
| -------------- | ----------------------------------------------- | ------------ | ------------ | ----------- | ----------- | ------ |
|                | Républicains indépendants                       | 23 212       | 20,97        | 25 346      | 24,58       | 1      |
|                | Union pour la défense de la République          | 15 937       | 14,40        | Retrait     | Retrait     | 0      |
|                | Union des républicains de progrès               | 39 149       | 35,36        | 25 346      | 24,58       | 1      |
|                |                                                 |              |              |             |             |        |
|                | Section française de l'Internationale ouvrière  | 8 758        | 7,91         |             |             | 0      |
|                | Fédération de la gauche démocrate et socialiste | 8 758        | 7,91         |             |             | 0      |
|                |                                                 |              |              |             |             |        |
|                | Progrès et démocratie moderne                   | 44 954       | 40,61        | 60 311      | 58,48       | 1      |
|                | Parti communiste français                       | 16 150       | 14,59        | 17 471      | 16,94       | 0      |
|                | Parti socialiste unifié                         | 1 694        | 1,53         |             |             | 0      |
|                |                                                 |              |              |             |             |        |
| Inscrits       | Inscrits                                        | 142 035      | 100,00       | 142 022     | 100,00      | 2      |
| Abstentions    | Abstentions                                     | 28 899       | 20,35        | 33 133      | 23,33       |        |
| Votants        | Votants                                         | 113 136      | 79,65        | 108 889     | 76,67       |        |
| Blancs et nuls | Blancs et nuls                                  | 2 431        | 2,15         | 5 761       | 5,29        |        |
| Exprimés       | Exprimés                                        | 110 705      | 97,85        | 103 128     | 94,71       |        |

### Résultats par circonscription

#### Première circonscription (Lons-le-Saunier)
| Candidat       | Candidat                | Parti          | Premier tour | Premier tour | Second tour | Second tour |  |
| Candidat       | Candidat                | Parti          | Voix         | %            | Voix        | %           |  |
| -------------- | ----------------------- | -------------- | ------------ | ------------ | ----------- | ----------- |  |
|                | René Feït sortant réélu | RI (UDR)       | 23 212       | 42,68        | 25 346      | 46,12       |  |
|                | Louis Jaillon           | CD (PDM)       | 17 635       | 32,43        | 22 780      | 41,46       |  |
|                | Henri Auger             | PCF            | 8 116        | 14,92        | 6 825       | 12,42       |  |
|                | Jean Ponard             | FGDS (SFIO)    | 5 421        | 9,97         |             |             |  |
|                |                         |                |              |              |             |             |  |
| Inscrits       | Inscrits                | Inscrits       | 71 115       | 100,00       | 71 106      | 100,00      |  |
| Abstentions    | Abstentions             | Abstentions    | 15 316       | 21,54        | 15 418      | 21,68       |  |
| Votants        | Votants                 | Votants        | 55 799       | 78,46        | 55 688      | 78,32       |  |
| Blancs et nuls | Blancs et nuls          | Blancs et nuls | 1 415        | 2,54         | 737         | 1,32        |  |
| Exprimés       | Exprimés                | Exprimés       | 54 384       | 97,46        | 54 951      | 98,68       |  |

#### Deuxième circonscription (Dole)
| Candidat       | Candidat                      | Parti          | Premier tour | Premier tour | Second tour | Second tour |  |
| Candidat       | Candidat                      | Parti          | Voix         | %            | Voix        | %           |  |
| -------------- | ----------------------------- | -------------- | ------------ | ------------ | ----------- | ----------- |  |
|                | Jacques Duhamel sortant réélu | CD (PDM)       | 27 319       | 48,51        | 37 531      | 77,9        |  |
|                | Robert Grossmann              | UDR (URP)      | 15 937       | 28,3         | Retrait     | Retrait     |  |
|                | Maurice Faivre-Picon          | PCF            | 8 034        | 14,26        | 10 646      | 22,1        |  |
|                | Jean Cordier                  | FGDS (SFIO)    | 3 337        | 5,92         |             |             |  |
|                | Alain Deshayes                | PSU            | 1 694        | 3,01         |             |             |  |
|                |                               |                |              |              |             |             |  |
| Inscrits       | Inscrits                      | Inscrits       | 70 920       | 100,00       | 70 916      | 100,00      |  |
| Abstentions    | Abstentions                   | Abstentions    | 13 583       | 19,15        | 17 715      | 24,98       |  |
| Votants        | Votants                       | Votants        | 57 337       | 80,85        | 53 201      | 75,02       |  |
| Blancs et nuls | Blancs et nuls                | Blancs et nuls | 1 016        | 1,77         | 5 024       | 9,44        |  |
| Exprimés       | Exprimés                      | Exprimés       | 56 321       | 98,23        | 48 177      | 90,56       |  |